# Vincenzo Moretti

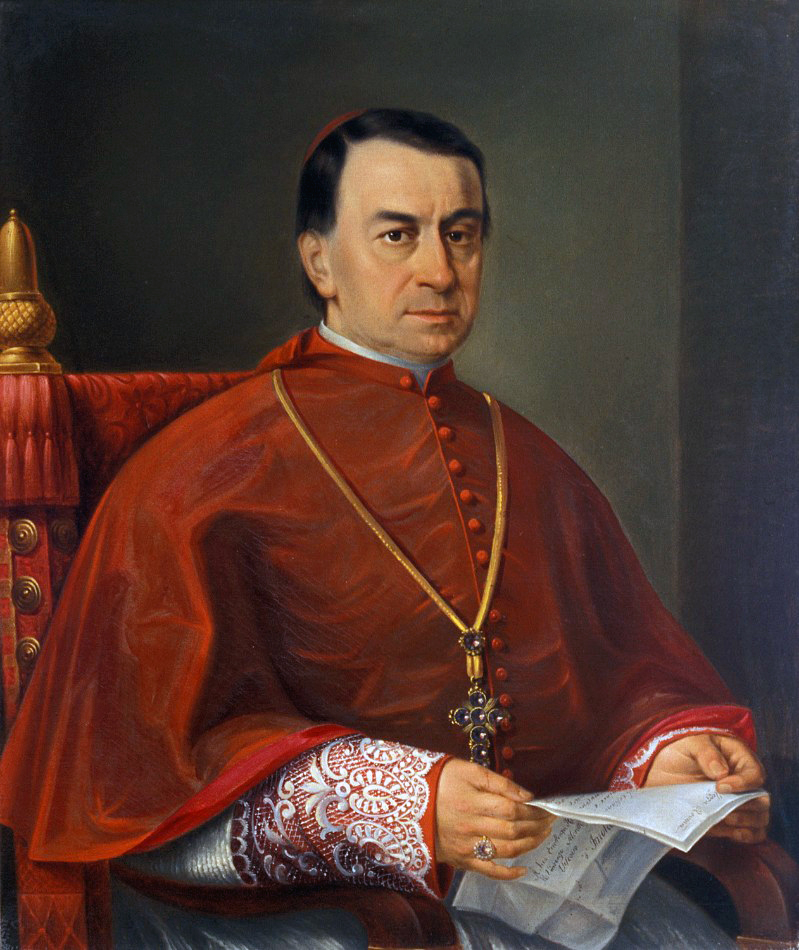
Vincenzo Kardinal Moretti (Gemälde zwischen 1867 und 1877)

Vincenzo Moretti (* 14. November 1815 in Orvieto; † 6. Oktober 1881 in Bologna) war ein italienischer Kardinal der Römischen Kirche.

## Leben
Vincenzo Moretti wuchs als Sohn von Domenico Moretti und Elisabetta Mazzoni-Brancaleone in Orvieto auf, wo er am 24. April 1821 das Sakrament der Firmung empfing. Ohne jemals in den Orden eingetreten zu sein, studierte Moretti zunächst am Jesuitenkolleg in Orvieto, und später, ebenfalls in Orvieto, am dortigen Priesterseminar Theologie. Am 22. September 1838 empfing Moretti die Priesterweihe.
Sein Studium beendete er am Collegio Romano in Rom zunächst am 31. Mai 1844, als er in einer ersten Teilprüfung zum Doktor der Theologie promoviert wurde. Zuletzt wurde er am 9. März 1848 Doktor der Rechtswissenschaften, sowohl in Zivilrecht wie auch in Fragen des Kirchenrechts (Doctor iuris utriusque).
Moretti wurde in der Diözese Orvieto als Kanoniker in der Kathedrale von Orvieto eingesetzt. Am 18. Oktober 1845 übernahm er die Position des Professors für die Heilige Schrift am Knabenseminar von Orvieto, ehe er am 30. Dezember 1848 zum Generalvikar berufen wurde.
Am 17. Dezember 1855 erfolgte seine Ernennung zum Bischof von Comacchio. Die Bischofsweihe spendete ihm am 13. Januar 1856 in Rom Kardinal Costantino Patrizi Naro; Mitkonsekratoren waren Erzbischof Antonio Ligi Bussi, Vizegerent von Rom, sowie Erzbischof Gregorio Bizzarri, Sekretär der Kongregation für die Bischöfe und Regularen. Moretti übernahm als Bischof nach Comacchio noch drei weitere Bistümer. So wechselte er am 23. Mai 1860 als Bischof in das Bistum Cesena, am 27. März 1867 ins Bistum Imola und zuletzt am 27. Oktober 1871 ins Erzbistum Ravenna.
Bereits am 13. September 1863 wurde Moretti zum persönlichen Berater von Papst Pius IX. berufen. Dieser nahm ihn in seinem letzten Konsistorium am 28. Dezember 1877 ins Kardinalskollegium auf. Nach der Überreichung von Kardinalsring und Birett übernahm Moretti am 31. Dezember 1877 als Kardinalpriester die Titelkirche Santa Sabina. Kurz danach zählte Moretti im Februar 1878 zu einem der Mitglieder des Konklave von 1878, in welchem Leo XIII. zum neuen Papst gewählt wurde. Dieser ernannte Moretti am 25. April 1878 zum Apostolischen Administrator der Diözese Comacchio.
Kardinal Moretti starb drei Jahre später, nur wenige Wochen vor seinem 66. Geburtstag. Nach der Aufbahrung in der Kirche San Martino in Bologna wurden die sterblichen Überreste in einem Grab auf dem Friedhof von Bologna beigesetzt.